# Laszkári-kúria
A Laszkári-kúria, másként Laszkáry-kúria egy 1780 körül épült nemesi kúria Romhányban.

## Leírása

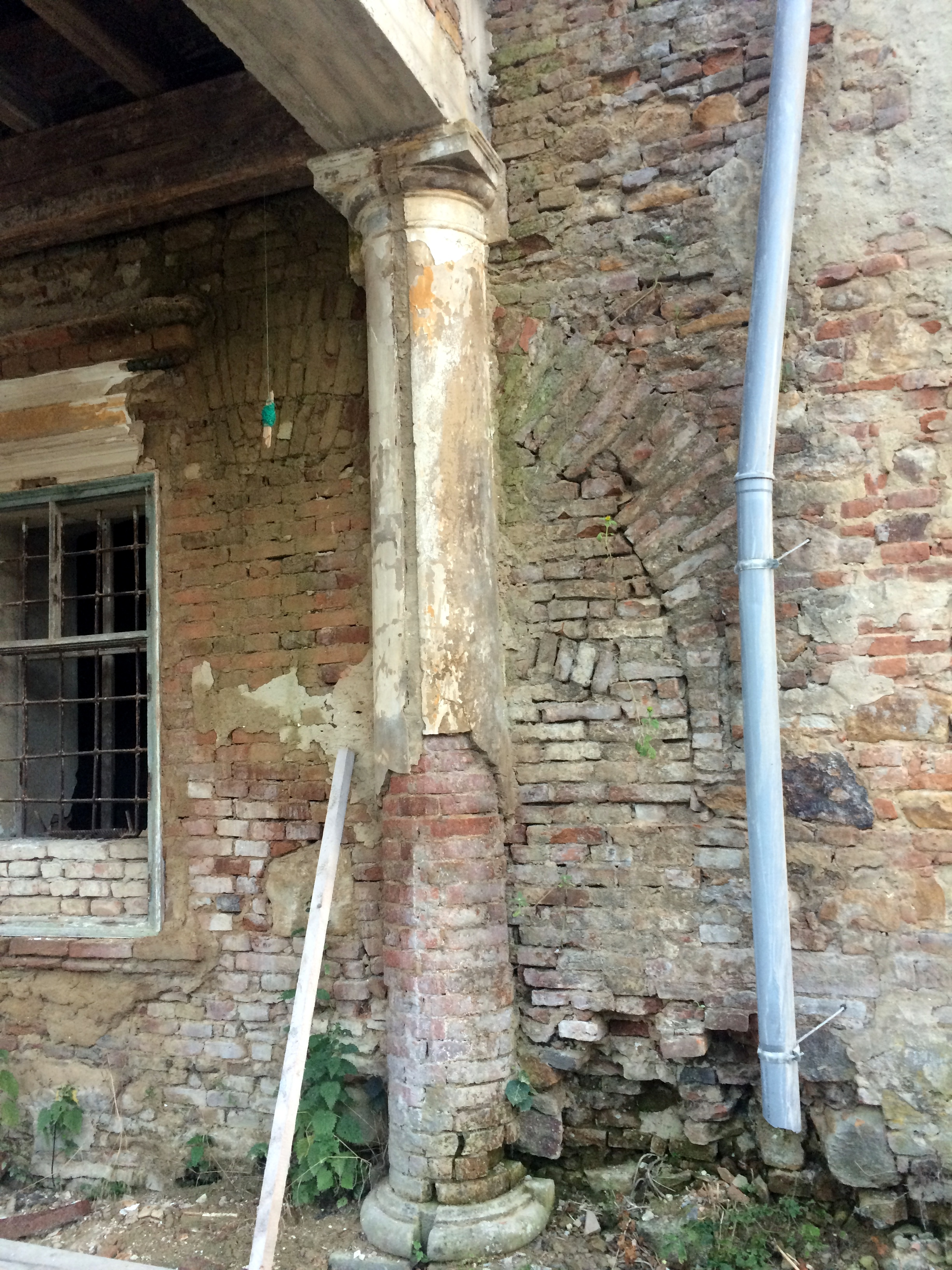
Egykori lefalazás nyoma a timpanon jobb oldali féloszlopa mögött. Ugyanilyen lefalazás látható a bal oldali féloszlop mögött is

Klasszicista stílusú földszintes épület, a bejárat felől timpanonos kis portikusz, melyet négy oszlop és négy féloszlop tart, a timpanon közepén a Laszkáry család pelikános címere látható. Az épület mérete 35 x 16 méter. A belső, nagyobb helységek egy része boltozatos kialakítású. A jobb oldali fronton három ablak és egy ajtó, feltehetőleg cselédbejáró, a bal oldali fronton három ablak, a hátsó fronton kilenc ablak található. Egy régi képeslap szerint a hátsó front középső ablaka eredetileg a kertre nyíló ajtó volt . A Kossuth úti bejárat felől mindkét oldalon cselédházsor áll. A kúria mögött sport céljára is használt, részben ősfás angolkert húzódik. A kert hátsó végénél áll a helyi sportcsarnok. A kúria bejárata a Kossuth és Széchenyi út elágazásától Érsekvadkert irányába indulva a Kossuth úton mintegy 350 méterre, balra található. A Kossuth út túloldalán, a bejárattól 100 méterre áll a valamivel nagyobb Prónay-kastély.
Építőanyaga tégla és részben kő. Építési fázisairól, a változásokról nincs pontos információ. A felújítás során a portikusz féloszlopai mögött a vakolat alatt két befalazott boltíves bejárat nyoma bukkant elő, eszerint a portikusz valószínűleg későbbi átépítés eredménye.

## Története

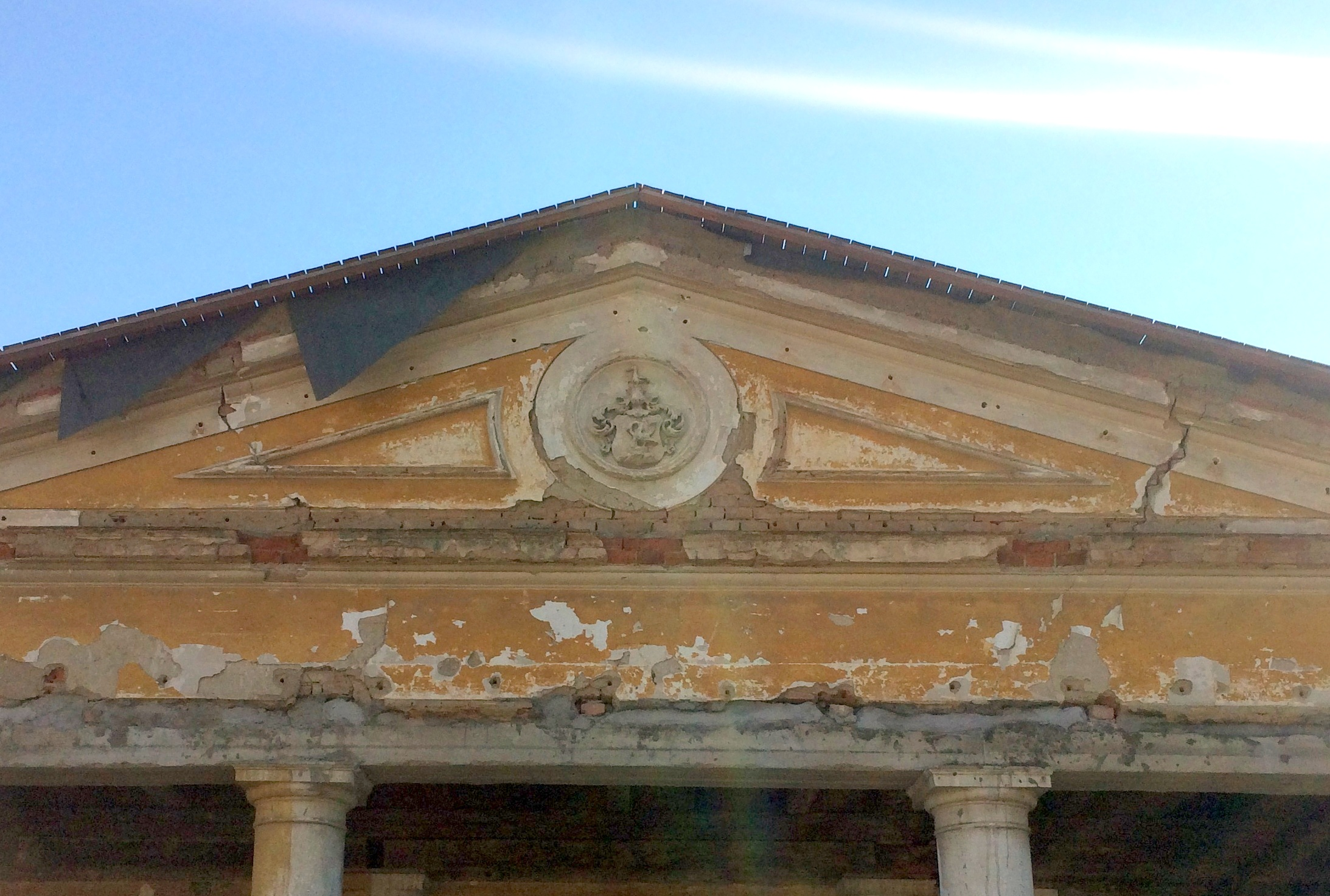
A Laszkári család pelikános címere a kúrián

Borovszky Samu 1911-es Nógrád vármegye története című munkája szerint Sembery Márton, a környék egyik földbirtokosa és táblabíró építtette még 1780 körül a Sembery család otthonának, de a valós dátum valószínűleg a 19. század eleje lehetett. Sembery Petronella, Márton unokája 1812-ben született, férje Laszkáry Lajos (1807-1892) volt, a kúria innen kapta nevét, bejárata felett is a Laszkáry család címere látható. 1861-ben fiuk, az akkor 22 éves Laszkáry Gyula (1839-1912), teljes nevén Draskóczi és laszkári Laszkáry Gyula nemes, földbirtokos, későbbi főrendiházi tag és politikus Romhányba költözött, hogy átvegye anyai birtokának az irányítását. Az épület 1888-ban leégett, mai formáját az újjáépítés során nyerte. Sembery Petronella 1894-ben halt meg, a romhányi kúriában. Laszkáry Gyula lánya, Borbála (1872-1907) szintén Romhányban halt meg, így ekkor még bizonyosan a család birtokában volt a kúria.  Az épület fénykorában itt tartották a család irattárát és háromezer kötetes könyvtárát. A kúria későbbi történetéről és lakói sorsáról nincs érdemleges információ.  
Egyes források szerint 1945 után a romhányi rendőrség működött az épületben, később termelőszövetkezeti irodaként, vagy raktárként használták, de 1960 körül egyértelműen iskola volt , a cselédházsorból lakásokat alakítottak ki. 1980 után a romhányi csempegyár mintaboltjaként működött. A szakszerűtlen átalakítások, a nem rendeltetésszerű használat, a karbantartás hiánya és a rongálások miatt a kúria és a melléképületek állaga folyamatosan romlott. 
2002-ben eladták, a terv egy panzió létrehozása volt. Miután ez 2009-ben végképp meghiúsult, az önkormányzat visszavásárolta az épületet, később  minimális állagmegóvási munkálatok keretén belül kijavították a tető lyukait és új esőelvezető ereszt szereltek fel.   
Mivel az addig nyitott és balesetveszélyes épület folyamatos rongálásoknak és fosztogatásoknak volt kitéve, 2014-ben lezárták. A kritikus állapot közelébe került, egy helyen beomlott födémű kúria felújítása 2022-ben kezdődött, 2024 nyarára elkészült az új tetőszerkezet. 
A kúria mögötti angolkertben tartják 2016 óta a Pick Up Drive amerikai autós és rockabilly fesztivált.